# 拇指姑娘 (馬)
拇指姑娘（英語：Thumbelina，2001年5月1日—2018年）是一只患有侏儒症的栗色成年马，2006年7月7日获得“世界上最小的马”称号。所有人是凯·高斯林，保罗·高斯林以及他们的儿子 Michael，它于美國密苏里州拉杜鹅溪农场出生。 5岁时，她身高44.5 cm，重26 kg（接近于一只普通狗的身高及重量），这亦为它在2006年秋季取得吉尼斯世界纪录的原因。
自它获得此世界纪录后，其所有者创立拇指姑娘慈善基金会。拇指姑娘在美国各地医院为患儿举行巡回演出，这使它声名鹊起。它在全球受到极大欢迎，据其所有者称：它在150多个国家或地区拥有数千万位粉丝。

## 生平

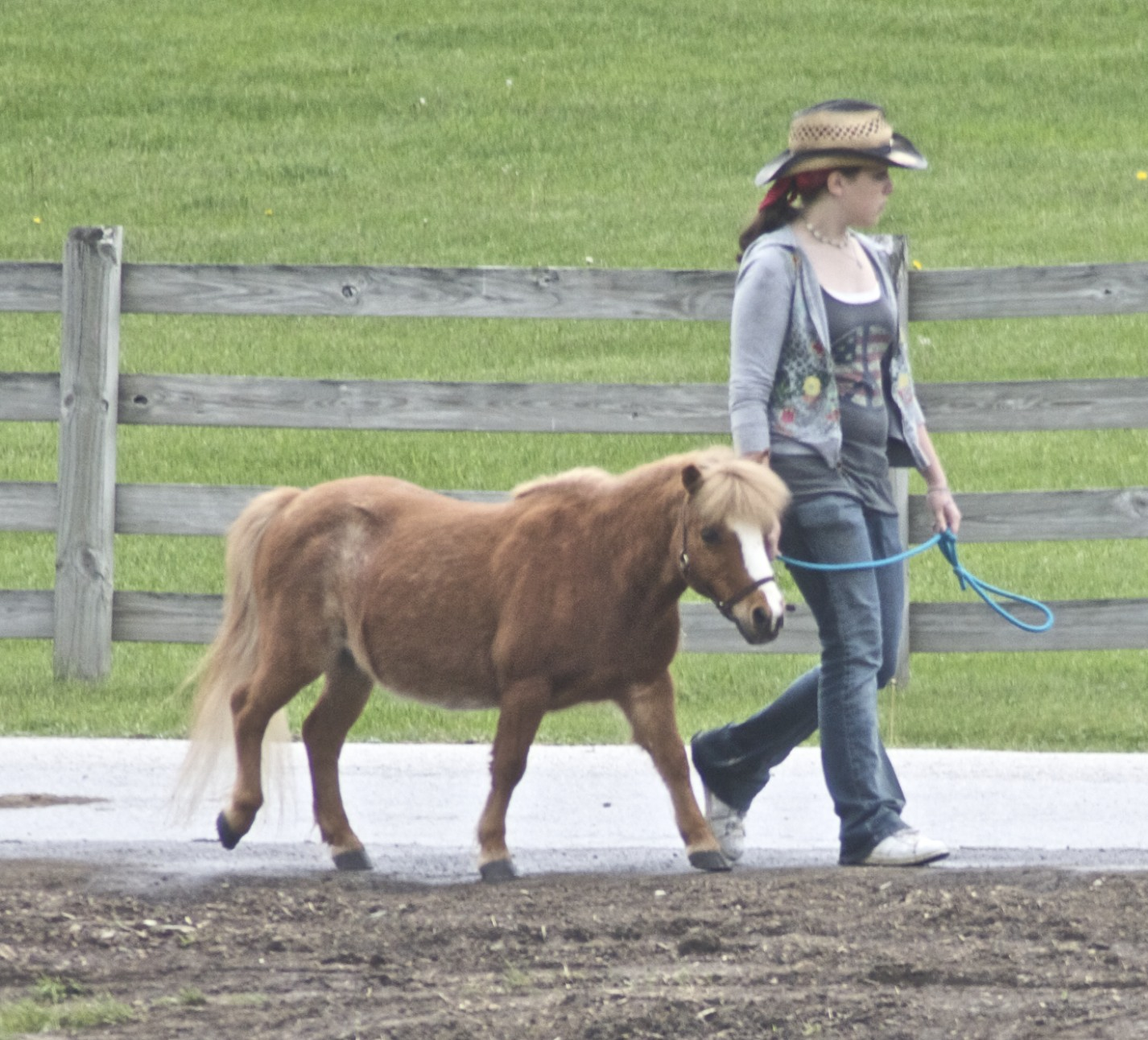
一匹微型马通常高85厘米左右

拇指姑娘的故事始于1990年代中期，当时凯·高斯林在美国密苏里州圣路易斯附近的拉杜开设了一家专门饲养美国微型马的马场——鹅溪农场 。通常，凯·高斯林和保罗·高斯林饲养的动物成年后的鬐甲离地高度在71 cm到97 cm之间（平均85 cm） 。 鹅溪农场约有50匹微型马全年驻留 。

### 出生
拇指姑娘于2001年5月1日在鹅溪农场出生。它出生时，拇指姑娘的体重为3.9 kg（与成年吉娃娃的身高近似），身高为25 cm（与新生儿近似）（而微型马体重通常在6.5至11.5 kg之间，身高40至55 cm） 。这也是一个惊喜，因为他的家谱中似乎没有发现一宗侏儒症病例 。
出生后，它进食困难、病弱无力 。Kay和Paul Goessling立即知道这匹母马永远不会达到“正常”体型，并相信她的寿命极短。 。他们以安徒生知名童话《拇指姑娘》为其命名，尽管体形甚小，但它仍须克服诸多考验 。

### 成长
拇指姑娘试图使自己和一只正常的小马驹一样，并且在不久后恢复健康——这让她的饲养员和主人感到惊讶 。当它一岁时终止生长后，他们发觉自己可能拥有世界上最小的马：那是他们当时见过的最小的马 。拇指姑娘与狗玩耍，似乎相较于马，它更喜欢与狗陪伴 ，它还从马厩移居到狗窝 。拥有者密切关注拇指姑娘的饮食，食谱中通常包括一把干草和一杯谷物（每天两次） 。

### 认证
拇指姑娘拥有“世界上最小的马”世界记录主要归功于迈克尔·高斯林，当这匹小母马在三岁时被确认成年时，他认为“检查它是否有成为世界上最小的马的资格会很有趣，因为之前的微型马亦罹患侏儒症，但比后者大些”。跟随拇指姑娘的兽医填写必要文件并将它们发送到位于伦敦的吉尼斯世界纪录评审机构。 2006年7月7日，吉尼斯正式认可拇指姑娘为“世界上最小的马”，并于同年秋天以44.5 cm身高将拇指姑娘列入吉尼斯世界纪录全集，使它成为当时世界上现存的最小的馬暨历史上发现的最小的马。它的照片与当时世界上现存的最大马匹“雷达”同时出现在2008年吉尼斯世界纪录中。

### 声誉
自获得吉尼斯认证以来，公众对这种特殊动物的兴趣已经蔓延至全美乃至全球。照顾它的迈克尔·戈斯林称“无论出价多少，都不想卖掉它” 。拇指姑娘定期到访美国医院 以及举行电视表演。 2007年1月2日，拇指姑娘慈善基金会创立，该基金会组织“儿童拇指姑娘之旅”以支持患儿。拇指姑娘亦因此染病，据所有者称，它确实喜欢孩子们的陪伴 。
2007年5月1日举行的儿童拇指琴之旅从肯塔基打吡到路易斯维尔，历经48州，走行3.7万英里，访问180余地，并在11月前会面两万名儿童，目标是在年内为患儿筹得100万美元 。截至2007年11月3日，本次活动筹得十万美元。这次旅行主要在儿科癌症护理单位、烧伤中心和美国博物馆进行。“Thumbymobile”专为拇指姑娘在美国本土上的运动而创建。一位小母马旅行组织者兼某摇滚乐队负责人断言道：拇指姑娘比音乐家更容易管理。
据拇指姑娘慈善基金会称，这只小母马在150多个国家或地区拥有数千万粉丝（儿童占绝大多数）。 拇指姑娘旅行计划的既定目标是帮助孩子们认识雌性微型马以体验“欢乐时光”。在旅行期间或通过销售衍生产品所产生的收益的一部分捐予保护患儿和暴力受害者的协会。 拇指姑娘的所有人将他们的小母马与生病的孩子进行了类比，他们将母马描述为经受了多次考验并且现在做了伟大的事情的斗士。多国（尤其是美国）媒体刊出的数百篇新闻文章和电视报道都对这只知名动物进行了转述。以至于根据其所有者称：拇指姑娘将成为“世界上最知名的在世动物” 。
除上述旅行外，这匹小母马还在鹅溪农场找到了她的繁殖地，在那里她像其他马驹一样接受饲养。拇指姑娘于2018年逝世。

## 形态与健康状况

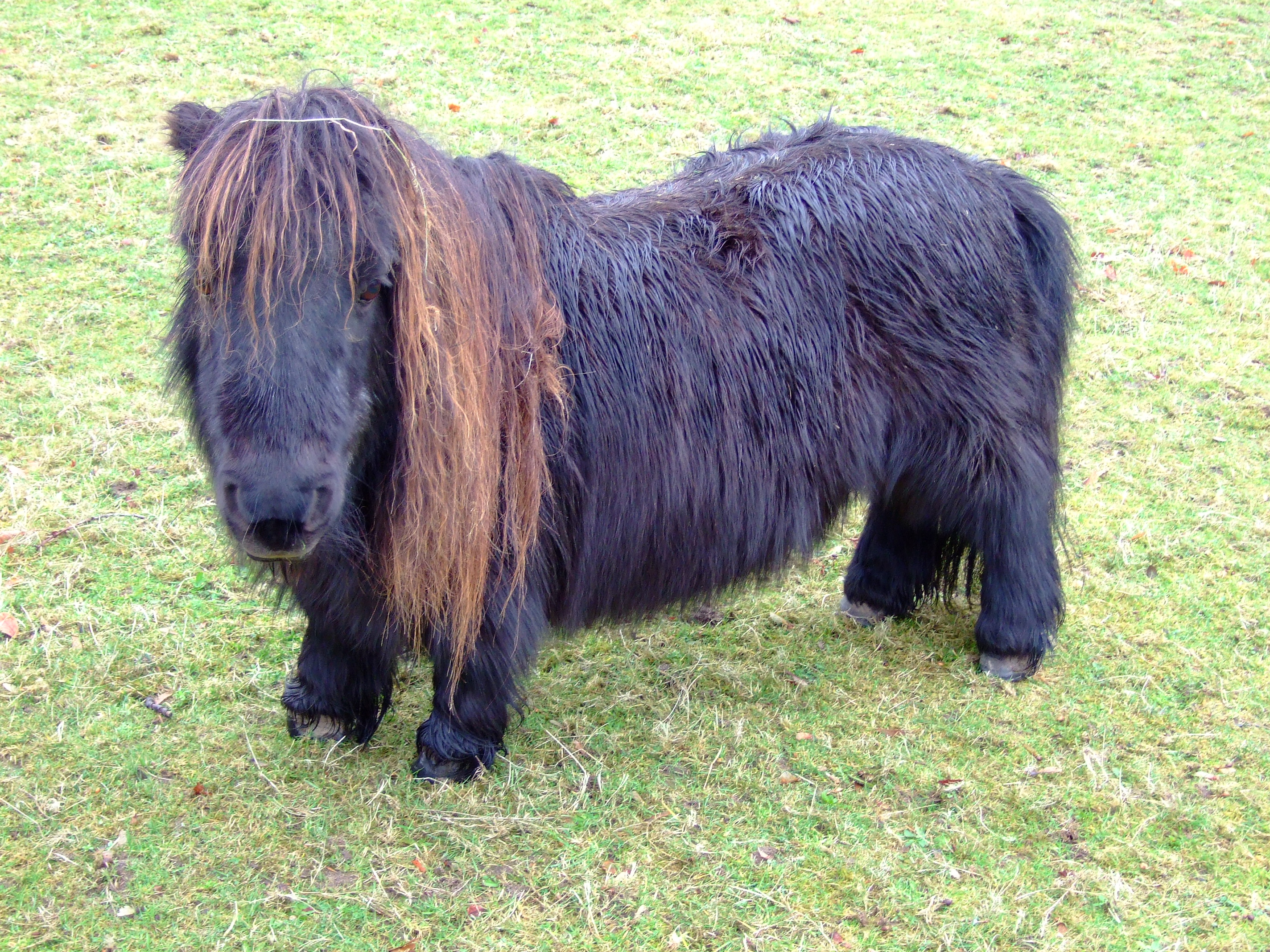
患有侏儒症的黑马

拇指姑娘因侏儒症而有此体型，这使它成为微型马品种中的矮马。这种动物特有的侏儒症通常反映在身体特征上（例如患者的四肢短于正常马匹）。这匹小母马戴着矫形配件来伸直腿部，腿的比例与它的身形和头颅不成正比。与正常马相比，侏儒症亦会使拇指姑娘折寿 。虽然拇指姑娘理论上拥有生育能力，但其拥有者没有让他生育以避免发生并发症 ，并确保侏儒症不会遗传到下一代 。与许多微型马一样，拇指姑娘亦存在牙齿错位问题，下颌牙齿穿于上颌的牙齿之前 。但她的主人认为其并无大碍。
从某个角度看，拇指姑娘更像是一只微型野牛或一头家猪，而不是马，她的身体让人联想到“放在细腿上的桶” 。这匹小母马的存在，凸显了在人类选择的影响下，家马品种之间存在着深刻的形态差异：虽然夏尔马的鬐甲离地高度超过190厘并可重达1吨以上，但拇指姑娘身高仅40厘米、重量仅26千克 。